# Wadi Mubarak
Wadi Mubarak (Wādī Mubārak) – ued (dolina) na Pustyni Wschodniej w muhafazie Al-Bahr al-Ahmar w Egipcie, ok. 50 km na północny zachód od Marsa Alam. Ujście doliny znajduje się niedaleko nadmorskiej miejscowości wypoczynkowej Port Ghalib.